# Сосенка (приток Шелони)
Со́сенка — река в Шимском районе Новгородской области. Принадлежит бассейну Балтийского моря. Берёт начало в лесу в 2 км к западу от деревни Взглядово, справа впадает в Шелонь в районе деревни Сосницы (в 9 км выше Шимска). Длина реки составляет 25 км, площадь водосборного бассейна — 108 км².
Наиболее заметный приток — Кунейка (левый).
На берегу Сосенки находятся 6 населённых пунктов: Оболицко Первое, Оболицко Второе, Щипицы, Яшкино, Поясниково, Сосницы.